# Tom Compernolle
Tom Compernolle, född 13 november 1975, död 16 juni 2008, var en friidrottare från Belgien. Han deltog vid olympiska sommarspelen 2004.